# Tightrope Ride
Tightrope Ride è una canzone del gruppo rock statunitense The Doors, scritta da Robby Krieger, John Densmore e Ray Manzarek. Il singolo venne estratto dall'album Other Voices e pubblicato nel novembre 1971, scalò le classifiche nel 1971 e si piazzò alla posizione n°71.

## Posizioni Chart
| Anno | Singolo          | Chart             | Posizione |
| ---- | ---------------- | ----------------- | --------- |
| 1971 | "Tightrope Ride" | Billboard Hot 100 | 71        |